# Мальберг (Бітбург-Прюм)
Мальберг (нім. Malberg) — громада в Німеччині, розташована в землі Рейнланд-Пфальц. Входить до складу району Бітбург-Прюм. Складова частина об'єднання громад Бітбургер-Ланд.
Площа — 6,60 км2. Населення становить 553 ос. (станом на 31 грудня 2020).

## Галерея

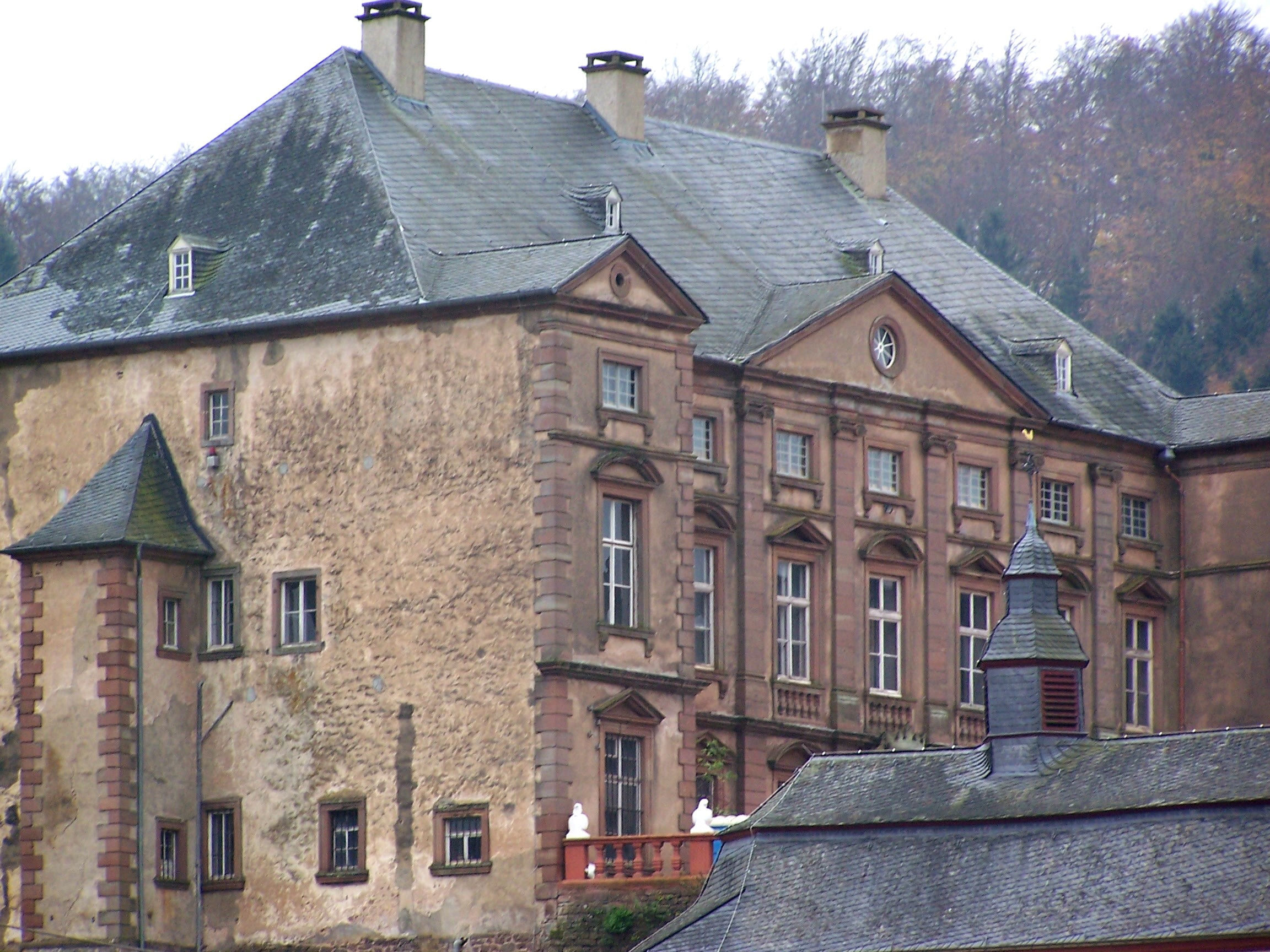
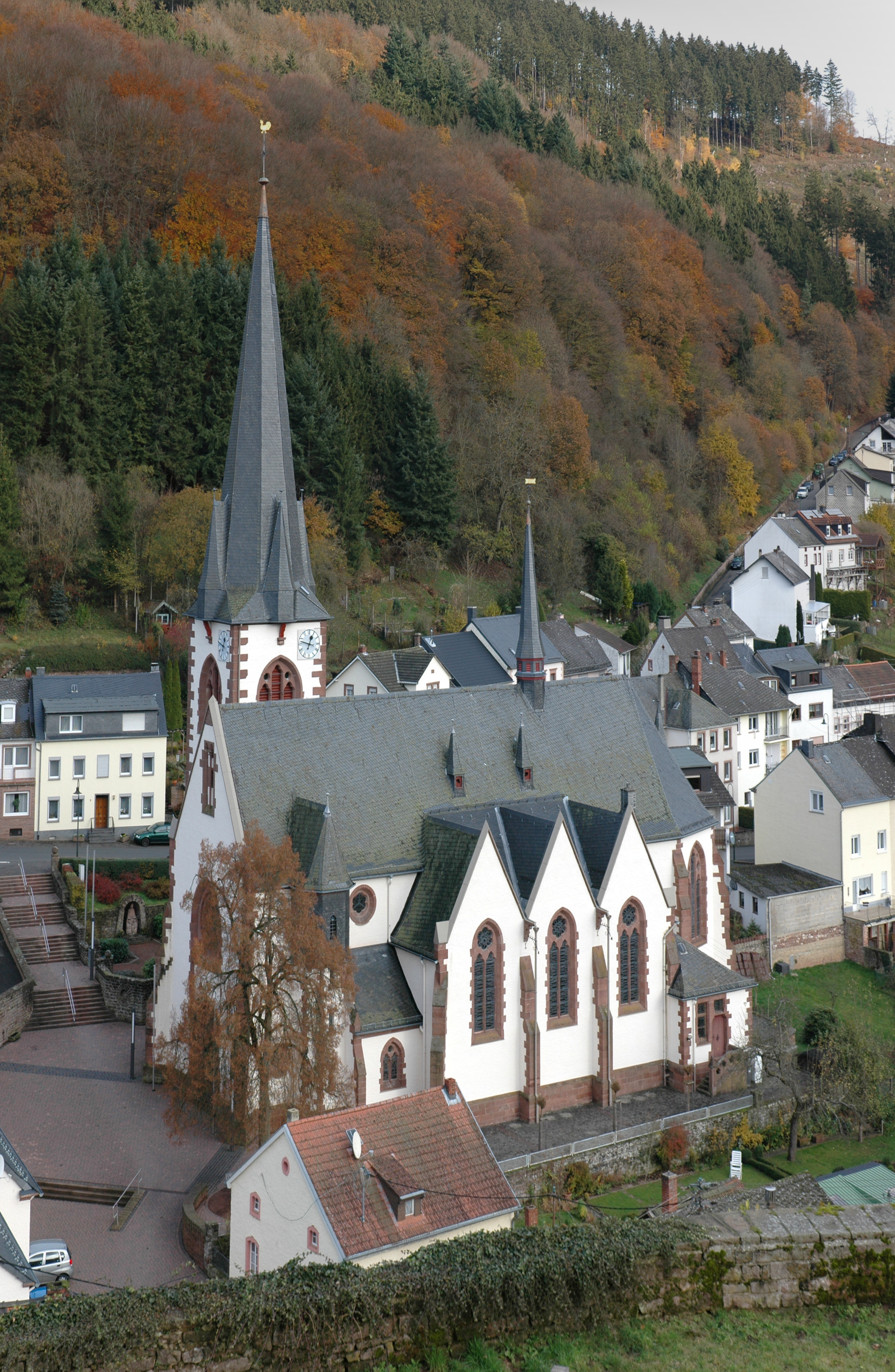
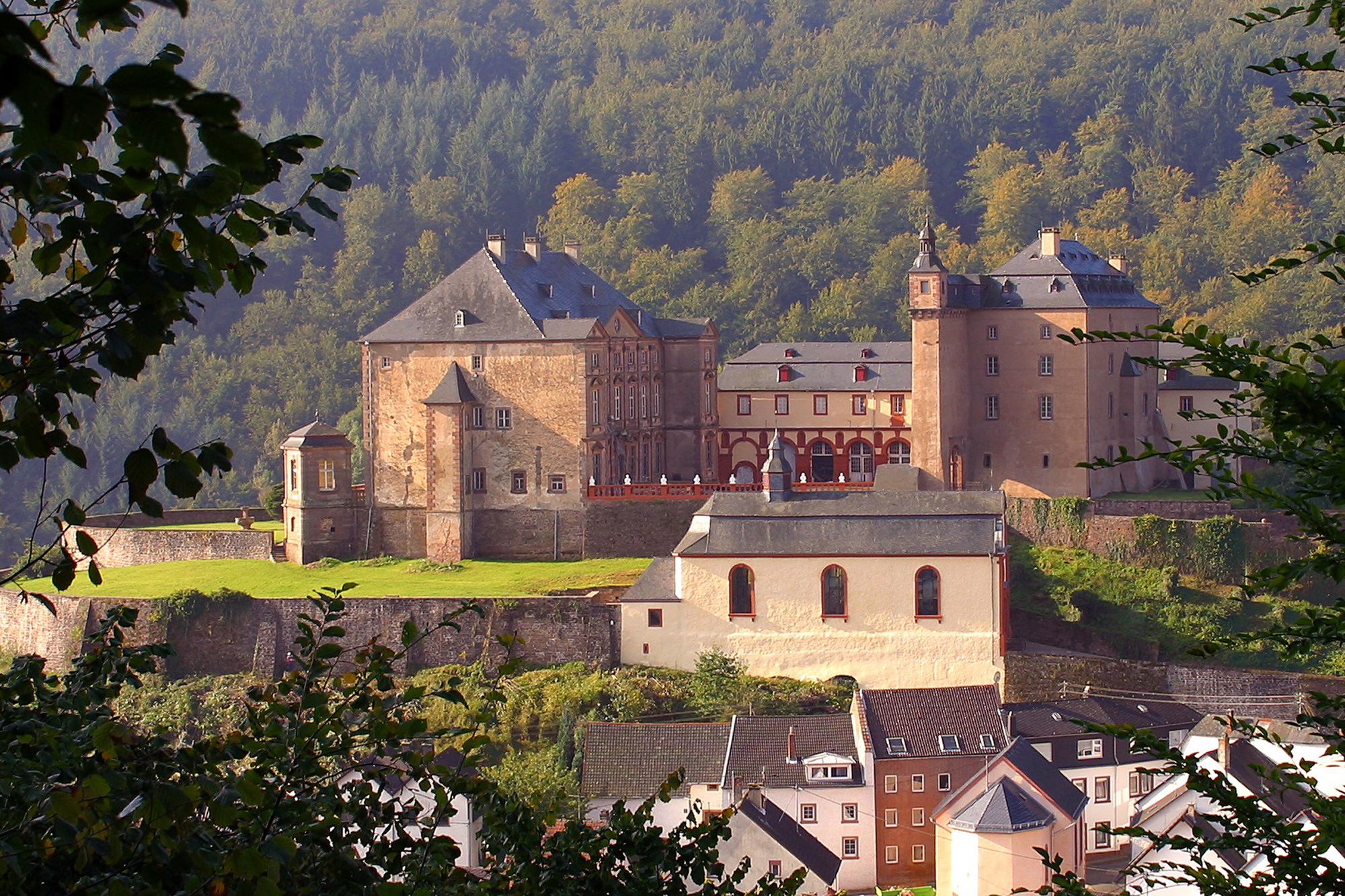